# Římskokatolická farnost Ohaře
Římskokatolická farnost Ohaře je územním společenstvím římských katolíků v rámci kutnohorsko-poděbradského vikariátu královéhradecké diecéze.

## O farnosti

### Historie
V Ohařích dlouho nebyla místní duchovní správa. Původní kostel zřejmě stával na výšině, zvané Kostelík, nacházející se mezi Ohařemi a Polními Chrčicemi. Ten však později zanikl. Teprve v letech 1751–1752 byla v Ohařích postavena barokní mešní kaple, která byla v roce 1813 přestavěna na kostel, u něhož došlo k ustanovení duchovní správy. Kostel v roce 1838 vyhořel. V letech 1846–1848 byl na jeho místě postaven nový halový kostel v pozdně klasicistním stylu. 

### Současnost
Farnost je spravována ex currendo ze Žiželic.
| Kostel                      | Místo | Bohoslužba | Bohoslužba | Poznámka     |
| --------------------------- | ----- | ---------- | ---------- | ------------ |
| Kostel sv. Jana Nepomuckého | Ohaře | neděle     | 8.30       | farní kostel |